# Gregg Edelman
Gregg Edelman (Chicago, 12 september 1958) is een Amerikaans acteur.

## Biografie
Edelman heeft gestudeerd aan de Northwestern-universiteit in Illinois waar hij in 1980 zijn diploma haalde.
Edelman is getrouwd waaruit hij een dochter en zoon heeft, en woont nu met zijn gezin in Leonia.

## Filmografie

### Films
Uitgezonderd korte films.
- 2023 She Came to Me - als Duftin Haverford
- 2022 She Said - als David McCraw
- 2019 All the Little Things We Kill - als agent Bracken
- 2016 Larchmont - als Arthur Burch
- 2015 Jane Wants a Boyfriend - als pastoor
- 2014 Night Has Settled - als dr. Root
- 2012 Liberal Arts – als Robert
- 2009 The Proposal – als Malloy
- 2006 Little Children – als Richard Pierce
- 2004 Spider-Man 2 – als Dr. Davis
- 2002 City by the Sea – als A.P.C. Johnson
- 2002 Hollywood Ending – als manager van Galaxie
- 1999 Cradle Will Rock – als Blitzstein
- 1999 Puppet – als Oscar
- 1998 Buster & Chauncey's Silent Night – als stem
- 1997 Anastasia – als stem
- 1997 Beauty and the Beast: The Enchanted Christmas – als koorzanger (stem)
- 1997 Hudson River Blues – als Dudley
- 1996 Passion – als kolonel Ricci
- 1996 The First Wives Club – als Mark Loest
- 1990 Green Card – als Phil
- 1989 Crimes and Misdemeanors – als Chris
- 1986 The Manhattan Project – als leraar wetenschap

### Televisieseries
Uitgezonderd eenmalige gastrollen.
- 2020 The Sinner - als professor filosofie - 2 afl.
- 2018 House of Cards - als Stan Durant - 3 afl.
- 2016 Shades of Blue - als priester - 2 afl.
- 2003 Hack – als Ryan Ambrose – 5 afl.

## TheaterwerkBroadway
- 2024 Water for Elephants - als mr. Jankowski
- 2012 – 2013 The Mysterie of Edwin Drood – als mr. Crisparkle / mr. Cedric Moncrieffe
- 2008 A Tale of Two Cities – als Dr. Alexandre Manette
- 2003 – 2005 Wonderful Town – als Robert Baker
- 2002 Into the Woods – als Wolf / prins
- 1997 – 1998 1776 – als Edward Rutledge
- 1994 – 1995 Passion – als kolonel Ricci
- 1992 Anna Karenina – als Constantine Levin
- 1992 – 1993 Falsettos – als Marvin (understudy)
- 1989 – 1992 City of Angels – als Stine
- 1987 – 1988 Cabaret – als Clifford Bradshaw
- 1987 – 1989 Anything Goes – als Billy Crocker (understudy)
- 1987 – 2003 Les Misérables – als Javert (understudy)
- 1984 Oliver! – als Londenaar
- 1982 – 2000 Cats – als Bustopher Jones / Asparagus / Growltiger (allen understudy)

- Bibsys: 5094152
- Gemeinsame Normdatei: 137355777
- International Standard Name Identifier: 0000 0000 6788 1421
- Library of Congress Control Number: nr90025444
- Nationale Bibliotheek van Letland: 000109537
- Virtual International Authority File: 39227809
- WorldCat: E39PBJrwWk67HX8j3JFdf4xFKd